# Giuseppe Jung
Giuseppe Jung (Milano, 16 marzo 1845 – Milano, 5 gennaio 1926) è stato un matematico italiano.

## Biografia
Giuseppe nacque a Milano, quinto dei nove figli di Daniele Jung, tedesco di Geislingen, e di Estella Randegger. La famiglia, ebraica, si trasferì in Sicilia negli anni 1860. I fratelli Maurizio, Mayer (padre di Guido Jung), Giulio e Leopoldo si dedicarono al commercio, mentre lui si iscrisse alla Facoltà di Scienze matematiche, fisiche e naturali dell'Università degli Studi di Palermo, che offriva però solo i primi due anni del corso di laurea in matematica, completandolo quindi all'Università di Napoli, dove si laureò nel 1867. 
Divenne poi assistente di Luigi Cremona al Politecnico di Milano e, nel 1873, sostituì Eugenio Bertini (che andò a Roma con Cremona) in alcuni insegnamenti al Liceo Ginnasio Giuseppe Parini. Nel 1876, quando il Politecnico introdusse il biennio di Ingegneria, divenne professore straordinario di Geometria proiettiva e Statica grafica e nel 1890 divenne ordinario. Si ritirò nel 1912.
Ha scritto la voce sulla Geometrie der Massen per la Enzyklopädie der mathematischen Wissenschaften di Felix Klein e circa 50 altre opere. Giuseppe Albenga ricorda in particolare il suo lavoro sulla statica grafica. Fu membro dell'Istituto Lombardo. 
Sposò Bice Cantoni, con cui ebbe una figlia, Margherita. È sepolto nel cimitero di Tremezzo, sul lago di Como, comune sede di ville familiari di villeggiatura.